# Emil Mamelok
Emil Mamelok, auch Emil Mamelock, (* 12. September 1882 in Zürich; † Mai 1954 in Luzern) war ein Schweizer Schauspieler.

Emil Mamelok am Leipziger Schauspielhaus

## Leben
Mamelok war vornehmlich Theaterschauspieler, zunächst in Zürich, Luzern und Leipzig. Zwischen 1920 und 1923 hatte er in Deutschland auch eine umfangreiche Filmkarriere, deren bedeutendster Film wohl der 1920 entstandene zweiteilige Lederstrumpf an der Seite von Bela Lugosi darstellt, in der er den Wildtöter verkörperte. Nach seiner Rückkehr in die Schweiz 1933 wirkte er hauptsächlich in Luzern. In den 1930er Jahren wurde eine Aufführung von Professor Unrat am Zürcher Schauspielhaus vermutlich aus Rücksicht auf die jüdische Konfession Mameloks in „Professor Mannheim“ umbenannt. Aus dem Jahr 1941 ist eine Bühnenbearbeitung und Übersetzung von Eugène Labiches „Die Reise des Herrn Perrichon“ bekannt. Er widmete sich auch intensiv der Opernregie und war in Luzern in den 1950er Jahren deren Oberspielleiter.

## Filmografie (Auswahl)
- 1920: Lederstrumpf, 1. Teil: Der Wildtöter und 2. Teil: Der letzte Mohikaner
- 1921: Taschendiebe
- 1923: Gobseck